# Турати-Форке (Катанцаро)
Турати-Форке је насеље у Италији у округу Катанцаро, региону Калабрија.
Према процени из 2011. у насељу је живело 67 становника. Насеље се налази на надморској висини од 31 м.